# Liste der Ehrenbürger von Tübingen
Seit 1868 hat die Stadt Tübingen 47 Personen das Ehrenbürgerrecht verliehen oder deren Ehrung nach Eingemeindungen (von Lustnau 1934, Unterjesingen 1971, Pfrondorf 1971, Kilchberg 1971, Bebenhausen 1974) übernommen. Sieben Personen wurde die Ehrenbürgerwürde wieder aberkannt.
Hinweis: Die Auflistung erfolgt chronologisch nach Datum der Zuerkennung.

## Die Ehrenbürger der Stadt Tübingen
1. 20. Februar 1868: Viktor von Bruns (1812–1883), Mediziner
2. 1. April 1890: Gustav Gärtner (1820–1884), Sanitätsrat
3. 27. Mai 1905 (Unterjesingen): Johannes Leopold (1840–1906), Pfarrer von Unterjesingen
4. 7. Dezember 1907: Gustav von Schönberg (1839–1908), Staatswissenschaftler
5. 23. August 1915: Wilhelm Hanselmann (1879–1942), Kreisamtmann und Verwaltungsaktuar
6. 12. Juni 1920 (Lustnau): Johannes Theurer (1857–1921), US-amerikanischer Fabrikant
7. 12. März 1927 (Lustnau): Hans Rath (1876–1945), Stadtamtmann
8. 14. Februar 1934 (Lustnau): Anna Bosch (1864–1949)
9. 16. Februar 1937 (Pfrondorf): Friedrich Süsser (1871–1951), Lehrer in Pfrondorf
10. 11. Oktober 1952 (Kilchberg): Paul Schmitthenner (1884–1972), Architekt in Kilchberg
11. 27. Oktober 1952: Friedrich Dannenmann (1864–1952), Bauwerkmeister
12. 27. Oktober 1952: Paul Löffler (1875–1955), Reichsbahn-Obersekretär und Heimatforscher
13. 29. Januar 1954: Karl Heim (1874–1958), Theologe
14. 8. März 1954 (Bebenhausen): Karl Stieler (1864–1960), Staatssekretär
15. 11. April 1956: Otto Erbe (1884–1965), Fabrikant, Optiker
16. 20. September 1961: Paula Zundel, geb. Bosch (1890–1974)
17. 21. Juni 1965: Viktor Renner (1899–1969), Landesminister
18. 8. Januar 1977: Jakob Krauss (1896–1988), Politiker, MdL (Baden-Württemberg)
19. 8. Januar 1977: Carlo Schmid (1896–1979), Politiker (SPD), MdB, MdL (Württemberg-Hohenzollern), Bundesminister für Angelegenheiten des Bundesrates und der Länder
20. 8. Januar 1977: Wilhelm Vetter (1900–1977), Direktor
21. 11. August 1978: Gebhard Müller (1900–1990), Politiker (CDU), MdL (Württemberg-Hohenzollern, Baden-Württemberg), Ministerpräsident (Württemberg-Hohenzollern und Baden-Württemberg), Präsident des Bundesverfassungsgerichts
22. 6. April 1979: Kurt Georg Kiesinger (1904–1988), Bundeskanzler und Ministerpräsident
23. 7. Mai 1982: Gerhard Rösch (1907–1982), Fabrikant
24. 12. Januar 1985: Erwin Geist (1916–2012), Gewerkschafter, Politiker (SPD), MdL
25. 12. Januar 1985: Ludwig Hönle (1920–1993), Präsident des VdK
26. 18. Juni 1985: Theodor Eschenburg (1904–1999), Politikwissenschaftler
27. 12. Januar 1996: Adolf Theis (1933–2013), Universitätspräsident
28. 15. Dezember 1998: Eugen Schmid (* 1932), Oberbürgermeister
29. 15. März 2001: Wilhelm Beier (1911–2005), Geschäftsführer Wohlfahrtspflege
30. 1. Dezember 2002: Christiane Nüsslein-Volhard (* 1942), Biologin, Nobelpreis 1995
31. 1. Dezember 2002: Walter Jens (1923–2013), Literaturwissenschaftler und Schriftsteller
32. 1. Dezember 2002: Hans Küng (1928–2021), Theologe und Religionsforscher
33. 19. September 2007: Helmut Calgéer (1922–2010), Musikpädagoge und Dirigent
34. 9. Mai 2008: Alma Hämmerle (1924–2016), Pionierin der offenen Altenarbeit in Stadt und Kreis, Gemeinderätin
35. 10. Februar 2012: Götz Adriani (* 1940), langjähriger Leiter der Kunsthalle Tübingen[1]
36. 8. Februar 2013: Carlagnese Nanino (1932–2022), Ordensschwester
37. 29. März 2017: Helmut Erbe (Unternehmer) (1928–2023),[2] Unternehmer[3]
38. 19. November 2021: Ingmar Hoerr (* 1968), Biologe und Gründer von CureVac[4][5]
39. 17. März 2023: Bernd Engler (* 1957), Rektor der Universität Tübingen von 2006 bis 2022
40. 27. Oktober 2023 Michael Bamberg (* 1947),  Leitender Ärztlicher Direktor und Vorstandsvorsitzender des Universitätsklinikums Tübingen (UKT) von 1997 bis 2023

## Personen, denen der Ehrenbürgertitel aberkannt wurde
1. 1. Mai 1933 (Lustnau), 4. Mai 1933 (Tübingen): Paul von Hindenburg (1847–1934), Reichspräsident, unter ungeklärten Umständen nach dem Zweiten Weltkrieg aus der Liste entfernt[6]
2. 4. Mai 1933: Adolf Hitler (1889–1945), Diktator, direkt nach dem Zweiten Weltkrieg von den Besatzungsmächten von der Liste genommen[6]
3. 4. Mai 1933: Wilhelm Murr (1888–1945), Gauleiter, direkt nach dem Zweiten Weltkrieg von den Besatzungsmächten von der Liste genommen[6]
4. 4. Mai 1933: Christian Mergenthaler (1884–1980), Kultminister, direkt nach dem Zweiten Weltkrieg von den Besatzungsmächten von der Liste genommen[6]
5. 13. März 1939: Adolf Scheef (1874–1944), Oberbürgermeister, Ehrenbürgerschaft durch Gemeinderatsbeschluss vom 17. Juni 2013 aberkannt.[7]
6. 11. November 1957: Theodor Haering (1884–1964), Philosoph, Ehrenbürgerschaft durch Gemeinderatsbeschluss vom 17. Juni 2013 aberkannt.[7]
7. 3. Januar 1975: Hans Gmelin (1911–1991), Oberbürgermeister, Ehrenbürgerschaft durch Gemeinderatsbeschluss vom 5. März 2018 aberkannt.